# Incapacidad temporal (España)
Una incapacidad temporal es una situación laboral en la que se encuentra el trabajador mientras reciba asistencia sanitaria del Sistema Nacional de Salud (España), o de una Mutua colaboradora con la Seguridad Social, y esté impedido para trabajar, teniendo con una duración máxima establecida, al ser temporal.

## Categorías
Hay cuatro situaciones o contingencias por las que un médico puede indicar una incapacidad temporal:
- Enfermedad común (ejemplo: gripe, tos)
- Enfermedad profesional (ejemplo: silicosis)
- Accidente laboral (ejemplo: caída desde un andamio)
- Accidente no laboral (ejemplo: quemadura al cocinar en su domicilio)

## Motivos para dar de alta en el trabajo
El servicio público de salud (SPS) de la comunidad autónoma (o el INGESA en las ciudades autónomas de Ceuta y Melilla) tramita las bajas laborales por enfermedad común y accidente no laboral (generalmente a través de los médicos de atención primaria). Las mutuas y empresas colaboradoras con la seguridad social tramitan las IT por contingencias profesionales salvo que la mutua concertada sea la Seguridad Social. Los motivos por los que se da el alta a una persona que estaba en incapacidad temporal son:
- curación.
- mejoría que permite trabajar
- incomparecencia (el paciente no asiste a la cita programada por su médico)
- jubilación
- fallecimiento
- propuesta de incapacidad permanente
- Inicio de maternidad.
- Extinción de la IT por agotamiento de la duración máxima de 545 días.

## Proceso

### Enfermedad o accidente
Tiene una duración máxima de trescientos sesenta y cinco días, prorrogables por otros ciento ochenta días cuando se presuma que durante ellos puede el trabajador ser dado de alta médica por curación o "mejoría que permita trabajar". A efectos del período máximo de duración de la situación de incapacidad temporal, y de su posible prórroga, se computarán los de recaída y de observación.
Agotado el plazo de duración de 365 días, el Instituto Nacional de la Seguridad Social (INSS), a través de los órganos competentes para evaluar, calificar y revisar la incapacidad permanente del trabajador, será el único encargado de reconocer la situación de prórroga expresa con un límite de ciento ochenta días más, o bien para determinar la iniciación de un expediente de incapacidad permanente, o bien para emitir el alta médica, por curación o por incomparecencia injustificada a los reconocimientos médicos convocados por el INSS. De igual modo, el INSS será el único competente para emitir una nueva baja médica en la situación de incapacidad temporal cuando aquella se produzca en un plazo de 180 días posteriores a la antes citada alta médica por la misma o similar enfermedad.
En los casos de alta médica indicados anteriormente, frente a la resolución recaída podrá el interesado, en el plazo máximo de cuatro días naturales, manifestar su disconformidad ante la inspección médica del servicio público de salud, la cual, si discrepara del criterio de la entidad gestora, tendrá la facultad de proponer, en el plazo máximo de siete días naturales, la reconsideración de la decisión de aquella, especificando las razones y fundamento de su discrepancia.
Si la inspección médica se pronunciara confirmando la decisión de la entidad gestora o si no se produjera pronunciamiento alguno en el plazo de los once días naturales siguientes a la fecha de la resolución, adquirirá plenos efectos la mencionada alta médica. Durante el período de tiempo transcurrido entre la fecha del alta médica y aquella en la que la misma adquiera plenos efectos se considerará prorrogada la situación de incapacidad temporal.
Si, en el aludido plazo máximo, la inspección médica hubiera manifestado su discrepancia con la resolución de la entidad gestora, ésta se pronunciará expresamente en el transcurso de los siete días naturales siguientes, notificando la correspondiente resolución al interesado, que será también comunicada a la inspección médica. Si la entidad gestora, en función de la propuesta formulada, reconsiderara el alta médica, se reconocerá al interesado la prórroga de su situación de incapacidad temporal a todos los efectos. Si, por el contrario, la entidad gestora se reafirmara en su decisión, para lo cual aportará las pruebas complementarias que fundamenten aquella, solamente se prorrogará la situación de incapacidad temporal hasta la fecha de la última resolución.

### Observación
Los períodos de observación por enfermedad profesional en los que se prescriba la baja en el trabajo durante los mismos, con una duración máxima de seis meses, prorrogables por otros seis cuando se estime necesario para el estudio y diagnóstico de la enfermedad.

## Prestación económica
La prestación económica en las diversas situaciones constitutivas de incapacidad temporal consistirá en un subsidio monetario equivalente a un tanto por ciento sobre la base reguladora, que depende del régimen de seguridad social.
Así, para el régimen general de trabajadores en España, en el caso de contingencias comunes, el trabajador de recibe, desde el día 4º al 20º de su baja, un 60 % de la base reguladora, pasando del día 21º en adelante a un 75 %. Entretanto, en otros países europeos esta cantidad es distinta. Así por ejemplo, en Francia recibe un 50 % de su salario, desde el día 5º de su baja en adelante. En Italia es un 50 % del día 1 al 20, pasando después a un 66,6 %. En Alemania es un 70 % del 4º día en adelante. Señalar también por otro lado que la prestación suele ser superior en todos los países cuando el motivo de la baja es por contingencias profesionales (accidente de trabajo).
Es importante tener en cuenta que algunos convenios colectivos pueden mejorar estos porcentajes, y también puede haber diferencias según la empresa o sector. Por ejemplo, los funcionarios públicos disfrutan de un 50 % de su base reguladora hasta el 4º día de su baja, luego un 75 % hasta el día 20º, y un 100 % a partir del día 21º. 
Por otra parte, para el régimen especial de trabajadores autónomos (RETA) el porcentaje de sueldo en el caso de contingencias comunes que reciben coincide con el del régimen general de trabajadores, siendo así del 60 % desde el día 4 hasta el día 20, y del 75 % a partir del día 21 de incapacidad temporal. En el caso de enfermedades profesionales o accidentes de trabajo el porcentaje desde el día siguiente de la incapacidad temporal es del 75 %.

## Incidencia
Cada año se producen en España cerca de 4-5 millones de bajas médicas de trabajadores por padecer una enfermedad común. Se inician entre 18 y 25 procesos de baja cada mes por cada 1000 trabajadores entre aquellos que trabajan por cuenta ajena, mientras entre los trabajadores por cuenta propia inician una baja 9 de cada 1000. En el sector público las bajas tienen una duración hasta un 50 por ciento mayor que en el sector privado; así por ejemplo, en 2018 los trabajadores públicos pasaron una media de 49 días de baja frente a los 33 días que duró de media la baja de los empleados del sector privado. La tasa general de absentismo laboral, compuesta mayormente de bajas médicas, alcanzó en ese año un 5,3 por ciento, superando por una décima el pico anterior, alcanzado en 2009.
En cuanto al impacto económico, las bajas laborales tuvieron en el año 2018 un coste de 14 400 millones de euros. Esta cifra resulta de la suma de los salarios pagados por la empresa al trabajador durante los primeros 15 días de baja (6900 millones) y las prestaciones por incapacidad temporal pagadas por la Seguridad Social (7500 millones).

## Procedimiento de reclamación de contingencia

### A instancia del trabajador o su representante legal
Es posible que exista discrepancia sobre la contingencia que se nos ha atribuido al concedernos la baja laboral (siendo lo más usual que se reconozca el accidente o la enfermedad como contingencia común y creamos que nos corresponda una contingencia profesional). Para ello, debemos de realizar los siguientes pasos:
1) Si en primer lugar hemos acudido a nuestro médico de cabecera, debemos dirigirnos a la Mutua Colaboradora de la Seguridad Social con la que nuestra empresa tenga concertada las contingencias profesionales y comentarles la situación e instarles a que modifiquen el parte de baja y concediéndote la baja como contingencia profesional y, siempre que se pueda con el volante concedido por la empresa. 
2) Si la Mutua no accede a tu petición y aun así quieres asegurarte de que verdaderamente no tienes una contingencia profesional deberás acudir a cualquier oficina del Instituto Nacional de la Seguridad Social cumplimentando la documentación pertinente y aportando como mínimo, los documentos preceptivos. Es aconsejable acudir al médico de cabecera que esté cursando la baja y comentarle la situación para que nos dé su punto de vista y su opinión médica.
3) Una vez presentada la documentación ante el Instituto Nacional de la Seguridad Social comunicará la iniciación del procedimiento al Servicio Público de Salud competente y a la Mutua para que, en el plazo improrrogable de cuatro días hábiles, aporten los antecedentes relacionados con el caso de que dispongan e informen sobre la contingencia de la que consideran que deriva el proceso patológico y los motivos del mismo. Asimismo, el Instituto Nacional de la Seguridad Social podrá solicitar los informes y realizar cuantas actuaciones considere necesarias para la determinación, conocimiento y comprobación de los datos en virtud de los cuales debe dictar resolución.
4) El Equipo de Valoración de Incapacidades emitirá un informe preceptivo, que elevará al director provincial del Instituto Nacional de la Seguridad Social dictando lo que corresponda. Este proceso se dilatará un plazo máximo de quince días hábiles a contar desde la aportación de la documentación por las partes interesadas, o del agotamiento del plazo de cuatro días (no obstante, en la práctica la resolución de la reclamación puede tardar meses).
5) Se dictará resolución (estimando o desestimando) que deberá contener estos extremos:
a) Determinación de la contingencia, común o profesional, de la que derive la situación de incapacidad temporal y si el proceso es o no recaída de otro anterior.
b) Efectos que correspondan, en el proceso de incapacidad temporal, como consecuencia de la determinación de la contingencia causante, cuando coincidan en el tiempo dolencias derivadas de distintas contingencias.
c) Sujeto responsable de las prestaciones económicas y sanitarias.
6) Si no se está conforme con la resolución emitida se podrá formular demanda ante el Juzgado de lo Social en el plazo de 30 días al atribuírsele los efectos de una reclamación previa. El cómputo de dicho plazo empieza  desde la fecha en que se notifique la denegación de la reclamación previa o desde el día en que se entienda denegada por silencio administrativo.

## Siniestralidad
En 2024, los sectores con mayor siniestralidad, es decir, en los que se produjeron más accidentes de trabajo, fueron en primer lugar la industria manufacturera, con un total de 96 463 accidentes laborales, seguido por la construcción, con 81 697, y el comercio y reparaciones de vehículos, con 71 780. Por comunidades autónomas, la región en la que se produjeron más accidentes fue Andalucía, con 89 517, seguida por Cataluña, con 89 093, y la Comunidad de Madrid con 72 041.
| Evolución de los accidentes laborales, durante la jornada de trabajo, causando baja médica |
| |
| Datos del Ministerio de Trabajo y Economía Social, valores absolutos. A partir de 2016 se incluyen como accidentes mortales todos los fallecimientos ocurridos en el plazo de un año tras el accidente, lo que genera una ruptura en la serie de accidentes mortales. En 2006 se modifica la población de referencia, excluyendo trabajadores inactivos del Régimen Especial Agrario, lo que afecta los índices de incidencia. |

| Evolución de los accidentes laborales mortales durante la jornada de trabajo |
| |
| Datos del Ministerio de Trabajo y Economía Social, valores absolutos. A partir de 2016 se incluyen como accidentes mortales todos los fallecimientos ocurridos en el plazo de un año tras el accidente, lo que genera una ruptura en la serie de accidentes mortales. En 2006 se modifica la población de referencia, excluyendo trabajadores inactivos del Régimen Especial Agrario, lo que afecta los índices de incidencia. |

| Evolución de los accidentes laborales in itinere causando baja médica |
| |
| Datos del Ministerio de Trabajo y Economía Social, valores absolutos. A partir de 2016 se incluyen como accidentes mortales todos los fallecimientos ocurridos en el plazo de un año tras el accidente, lo que genera una ruptura en la serie de accidentes mortales. En 2006 se modifica la población de referencia, excluyendo trabajadores inactivos del Régimen Especial Agrario, lo que afecta los índices de incidencia. |

| Evolución de los accidentes laborales mortales in itinere |
| |
| Datos del Ministerio de Trabajo y Economía Social, valores absolutos. A partir de 2016 se incluyen como accidentes mortales todos los fallecimientos ocurridos en el plazo de un año tras el accidente, lo que genera una ruptura en la serie de accidentes mortales. En 2006 se modifica la población de referencia, excluyendo trabajadores inactivos del Régimen Especial Agrario, lo que afecta los índices de incidencia. |

Uno de los accidentes laborales más graves ocurridos en España, en términos de número de víctimas mortales, fue el desastre de Torrejón, que tuvo lugar el 22 de octubre de 1965 durante la construcción de las presas de Torrejón-Tajo y Torrejón-Tiétar, en la provincia de Cáceres, Extremadura. Durante las pruebas de desagüe, se ocasionó una inundación repentina que causó la muerte de entre 30 y 70 trabajadores, aunque el número exacto de fallecidos nunca se confirmó debido a la censura informativa impuesta por el régimen franquista.
Otros eventos con mucha repercusión social en lugares de trabajo de alto riesgo han sido siempre los problemas de explosiones causadas por el gas grisú en las cuencas mineras españolas. La catástrofe minera de La Reunión del 28 de abril de 1904, en la provincia de Sevilla, dejó 63 muertos. El accidente minero del Pozo San Nicolás, Asturias, resultó en la muerte de 14 mineros el 31 de agosto de 1995. El 31 de marzo de 2025, un evento similar dejó 5 muertos en la mina de Cerrero, también en Asturias.

## Aumento progresivo
| Evolución de la incapacidad temporal por contingencias comunes en España |
| |
| Prevalencia media de incapacidad laboral por cada 1000 asalariados en régimen general (no incluye autónomos). Datos del Ministerio de Inclusión, Seguridad Social y Migraciones. |

Desde 2012, el número de personas que ha tenido que recurrir a una baja médica ha ido en aumento, especialmente tras la pandemia de COVID-19. Expertos en salud laboral apuntan a diversos factores que explican este fenómeno, como el envejecimiento de la población activa, la saturación de la Sanidad pública, la mejora del mercado de trabajo y la nueva perspectiva de los jóvenes sobre la concepción del trabajo. En 2024, las incapacidades temporales por causas no laborales (aquellas que no son producto de accidentes o enfermedades profesionales) alcanzaron una tasa media de 53,3 por cada 1000 trabajadores, la cifra más alta desde que se comenzó a recopilar esta información en 2007.

### Envejecimiento de la población activa
A medida que las personas envejecen, tienen más probabilidades de enfermar y necesitar tiempo para recuperarse, lo que puede llevar a más bajas laborales. Según las proyecciones demográficas, la población activa, es decir, las personas que están trabajando, seguirá envejeciendo en los próximos años. Esto significa que habrá más trabajadores mayores, lo que podría empeorar la situación de las bajas laborales, ya que los trabajadores mayores tienen más probabilidad de sufrir problemas de salud.
En 2025, más del 35 % de los trabajadores tienen 50 años o más, lo cual es un porcentaje más alto que nunca. Hace 20 años, eran solo el 19,6 %. Este aumento en el porcentaje de trabajadores mayores es una señal de que, en el futuro, las bajas laborales podrían aumentar debido a problemas de salud relacionados con la edad.

### Saturación de la Sanidad pública
En diciembre de 2023, España alcanzó un récord de 849 535 personas en lista de espera de ser intervenidas quirúrgicamente, el doble que hace 20 años, Además, el 24 % de estos, llevaba más de seis meses esperando, una cifra solo superada por el 27 % de pacientes en espera en el año 2020, a causa de la pandemia, y que triplica el 8 % que se registraba a principios de siglo. Ante este panorama, sindicatos, patronales y la Seguridad Social han acordado otorgar un mayor protagonismo a las mutuas en las bajas traumatológicas para aliviar las listas de espera, siempre que el trabajador elija esta opción.

### Mejora del mercado de trabajo
La revista Archivos de Prevención de Riesgos Laborales analiza la relación inversa entre las tasas de desempleo y los indicadores de absentismo por incapacidad temporal durante períodos de crisis económica en España. Los resultados indican que, a medida que aumentaba el desempleo entre 2009 y 2015, los indicadores de absentismo por enfermedad disminuían, sugiriendo que las personas mantenían su empleo incluso en condiciones de salud adversas debido a la inseguridad laboral.
La reforma laboral española de 2022 llevó a un aumento significativo en la contratación indefinida, alcanzando niveles récord en los primeros meses tras su implementación. Cuando hay más empleo disponible, los trabajadores se sienten más seguros en el mercado laboral, lo que reduce el temor a las represalias por parte de la empresa, como el despido o la penalización por ausencias laborales. Esto podría llevar a un aumento en las bajas laborales, ya que los trabajadores se sienten con menos presión para «aguantar» enfermedades o malestares.
También, en este sentido, los trabajadores disfrutan de más derechos. Maria del Mar Crespí, profesora de Derecho del Trabajo y de la Seguridad Social de la Universidad de las Islas Baleares y autora de la tesis doctoral Incapacidad temporal y absentismo laboral: prevención, control y retorno al trabajo señala: «La cantidad de convenios que complementan la incapacidad temporal por contingencias comunes ha crecido. A los trabajadores les cuesta menos estar de baja. En 2013 el 70 % de los convenios colectivos complementaban la prestación [que decrece respecto al salario habitual en el periodo de baja] y en junio de 2024 eran el 78». También hace referencia a la aprobación en 2022 de la Ley 15/2022, de 12 de julio, integral para la igualdad de trato y la no discriminación, que pone más dificil a los empresarios despedir a un trabajador durante periodos de baja.

### Nueva perspectiva sobre la concepción del trabajo
Los trabajadores, en los últimos años, tienden a tener una visión más equilibrada y consciente del trabajo, donde la salud, el tiempo personal y el bienestar general son considerados igual de importantes que las responsabilidades laborales con respecto a lo que consideraban sus padres y abuelos.
- Mayor enfoque en el bienestar personal: antes, muchas personas estaban muy centradas en cumplir con largas jornadas laborales y en la idea de que el trabajo era una prioridad sobre todo lo demás. Ahora, suele existir un enfoque creciente en el bienestar emocional y físico, lo que lleva a las personas a tomar más en serio la salud y a ausentarse más cuando sienten que no están bien.[17]

- Trabajo híbrido y flexibilidad: la pandemia aceleró el teletrabajo y, con ello, surgió la demanda de mayor flexibilidad laboral. Hoy en día, más empleados buscan equilibrar mejor su vida personal y laboral, lo que ha hecho que algunas personas se ausenten o reduzcan sus jornadas si consideran que el trabajo ya no se ajusta a sus necesidades personales.[18]

- Revalorización de la salud mental: a medida que se ha hecho más evidente la importancia de la salud mental, muchos trabajadores ahora consideran el estrés, la ansiedad y otros problemas emocionales como razones legítimas para faltar al trabajo, algo que antes podría haber sido minimizado o estigmatizado.[19]

- Cambio generacional: las generaciones más jóvenes tienden a tener una visión más crítica del trabajo tradicional. En lugar de priorizar una carrera que implique sacrificios personales o largas horas, muchos prefieren trabajos que les permitan una mayor calidad de vida, lo que puede incluir tomarse tiempo libre cuando lo necesiten.[20]